# 翁格羅維茨
翁格羅維茨是波蘭的城鎮，位於該國西北部，距離首府波茲南50公里，由大波蘭省負責管轄，面積17.91平方公里，2006年人口24,681。在第二次瓜分波蘭中，該鎮在1793年被納入普魯士王國管治範圍。

## 外部連結
- Municipal site （页面存档备份，存于）
- Postcard of Eichenbrück during the Nazi era （页面存档备份，存于）

52°48′N 17°12′E / 52.800°N 17.200°E